# Bisdom San Severo

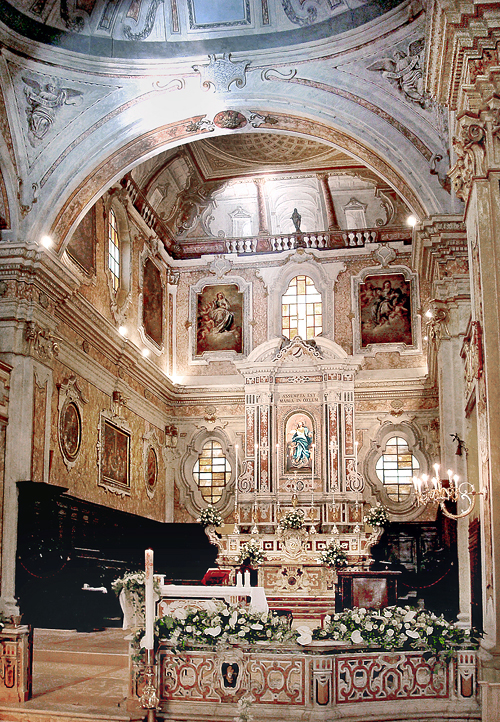
Kathedraal van San Severo

Het bisdom San Severo (Latijn: Dioecesis Sancti Severi, Italiaans: Diocesi di San Severo) is een in Italië gelegen rooms-katholiek bisdom met zetel in de stad San Severo. Het bisdom behoort tot de kerkprovincie Foggia-Bovino en is, samen met het aartsbisdom Manfredonia-Vieste-San Giovanni Rotondo en de bisdommen Cerignola-Ascoli Satriano en Lucera-Troia, suffragaan aan het aartsbisdom Foggia-Bovino.

## Geschiedenis
Het bisdom San Severo werd in 1062 opgericht als bisdom Civitate. Het was suffragaan aan het aartsbisdom Benevento. In 1439 werd het bisdom opgeheven en het grondgebied verviel aan het bisdom Lucera. In 1478 werd het echter weer opgericht. Op 21 februari 1580 verplaatste paus Gregorius XIII de zetel van het bisdom van San Paolo di Civitate naar San Severo. De naam van het bisdom veranderde dienovereenkomstig mee. Het gebied was een samenvoeging van de bisdommen Civitate en Dragonara (Torremaggiore). Op 30 april 1979 werd San Severo suffragaan aan het aartsbisdom Foggia-Bovino.

## Bisschoppen van San Severo
| - 1581–1582: Martino De Martinis - 1583–1604: Germanico Kardinal Malaspina - 1604–1605: Ottavio de Vipera - 1606–1615: Fabrizio Kardinal Varallo - 1615–1625: Vincenzo Caputo - 1625–1629: Francesco Ventura - 1629–1635: Domenico Ferro - 1635–1650: Francesco Antonio Sacchetti - 1650–1651: Leonardo Severoli - 1655–1657: Giovan Battista Monti - 1658–1670: Francesco Denza - 1670–1677: Orazio Fortunato - 1678–1701: Carlo Felice De Matta - 1703–1716: Carlo Francesco Giocoli - 1717–1735: Adeodato Summantico - 1736–1739: Giovanni Scalea - 1739–1761: Bartolomeo Mollo - 1761–1765: Angelo Antonio Pallante - 1766–1767: Tommaso Battiloro - 1768–1775: Eugenio Benedetto Scaramuccia - 1775–1793: Giuseppe Antonio Farao - 1797–1804: Giovanni Gaetano del Muscio - 1818–1829: Giovan Camillo Rossi - 1826–1829: Bernardo Rossi - 1832–1843: Giulio de Tommasi | - 1843–1858: Rocco de Gregorio - 1858–1889: Antonio la Scala - 1889–1893: Bernardo Gaetani d'Aragona - 1894–1895: Stanislao M. De Luca - 1895–1904: Bonaventura Gargiulo - 1905–1911: Emanuele Merra - 1913–1921: Gaetano Pizzi - 1922–1941: Oronzo Luciano Durante - 1942–1960: Francesco Orlando - 1960–1970: Valentino Vailati - 1970–1985: Angelo Criscito - 1985–1991: Carmelo Cassati, M.S.C. - 1991–1996: Silvio Cesare Bonicelli - 1997–2006: Michele Seccia - 2006–heden: Lucio Angelo Renna, O. Carm. |